# Robin Williams
Robin McLaurin Williams (Chicago, 21 de julho de 1951 – Paradise Cay, 11 de agosto de 2014) foi um ator, comediante e filantropo americano. Conhecido por suas altas habilidades de improviso e pela variedade de personagens que interpretou em comédias e dramas, Robin foi considerado um dos maiores comediantes de todos. Williams recebeu inúmeros prêmios, incluindo um Oscar, dois Primetime Emmy Awards, seis Globos de Ouro, dois Screen Actors Guild Awards e cinco Grammy Awards.
Williams começou a fazer stand-up em São Francisco e Los Angeles em meados da década de 1970 e lançou vários álbuns de comédia, incluindo Reality ... What a Concept em 1980. Ele alcançou a fama interpretando o alienígena Mork no sitcom Mork e Mindy (1978–1982), exibido pela ABC. Seu primeiro papel principal no cinema foi em Popeye (1980). Williams ganhou o Oscar de Melhor Ator Coadjuvante por Good Will Hunting (1997). Seus outros papéis indicados ao Oscar foram para Good Morning, Vietnam (1987), Dead Poets Society (1989) e The Fisher King (1991).
Williams estrelou dramas aclamados pela crítica, como The World According to Garp (1982), Moscow on the Hudson
 (1984), Awakenings (1990), Patch Adams (1998), Insomnia (2002), One Hour Photo (2002) e House of D (2004). Ele também estrelou em filmes familiares como Hook (1991), Mrs. Doubtfire (1993), Jumanji (1995), Jack (1996), Flubber (1997), RV (2006) e a trilogia Night at the Museum (2006–2014). Ele emprestou sua voz aos filmes de animação Aladdin (1992), Robots (2005), Happy Feet (2006) e sua sequência de 2011.
Williams foi encontrado morto em sua casa em Paradise Cay (Califórnia), no dia 11 de agosto de 2014, aos 63 anos. Na época de seu suicídio, ele havia sido diagnosticado com a mal de Parkinson. De acordo com sua viúva, Williams passou a sofrer de depressão, ansiedade e paranoia crescente. Sua autópsia revelou "demência com corpos de Lewy" e profissionais da saúde afirmaram que os sintomas de Williams eram de fato a doença de Lewy.

## Biografia
Williams nasceu em Chicago, Illinois. Sua mãe Laura Smith (1922-2001) era uma ex-modelo de Nova Orleães, Luisiana. Seu pai, Robert Fitzgerald Williams (1906-1987), era um executivo-sênior da empresa automotora Ford, em cargo da região do Meio-Oeste. Williams é descendente de ingleses, galeses, e irlandeses pelo lado de seu pai, e de franceses pelo lado materno. Cresceu frequentando a Igreja Episcopal, embora sua mãe praticasse a Ciência Cristã. Cresceu em Bloomfield Hills, Michigan, onde estudou na Detroit Country Day School, e em Woodacre, condado de Marin, Califórnia, onde frequentou uma escola pública, a Redwood High School. Também frequentou o Claremont McKenna College (então chamado de Claremont Men's College) por quatro anos. Tem dois meios-irmãos: Todd (morto em 14 de agosto de 2007) e McLaurin.
Williams se descreveu como uma criança quieta, cuja primeira imitação foi a de sua avó, feita para sua mãe. Não foi capaz de superar sua timidez até se envolver com o departamento de dramaturgia, durante o ensino médio.
Em 1973, Williams foi um de vinte estudantes a serem aceitos como calouros na renomada Juilliard School, e um de apenas dois a serem aceitos por John Houseman no programa avançado daquela escola, naquele ano (o outro foi Christopher Reeve). Em suas aulas de dialeto, Williams não teve qualquer problema em dominar rapidamente todos os dialetos lecionados. Deixou a Juilliard em 1976.
Williams faleceu em 11 de agosto de 2014, aos 63 anos, por suicídio. Seu corpo foi cremado e suas cinzas foram jogadas na baía de San Francisco, segundo o certificado de óbito.

## Carreira
Após integrar o elenco do Richard Pryor Show, na NBC, programa de televisão de curta duração do comediante Richard Pryor, Williams foi escalado por Garry Marshall no papel de Mork, na série de sucesso Happy Days. Como Mork, Williams improvisava boa parte de seus diálogos, e criava ágeis cenas de comédia verbal e física, falando com uma voz aguda e anasalada. Sua aparência se tornou tão popular com os espectadores que foi criado um spinoff da série, a sitcom Mork and Mindy, que durou de 1978 a 1982. Embora interpretasse o mesmo personagem que fazia em Happy Days, o programa se passava na atualidade da época, na cidade de Boulder, no Colorado, em vez da Milwaukee do final da década de 1950 onde se passava o seriado anterior. Mork foi um personagem extremamente popular, que aparecia em pôsteres, livros para colorir, lancheiras e outras mercadorias.
A partir do fim da década de 1970 e início da década de 1980, Williams passou a atingir um público mais variado com seus espetáculos de comédia stand-up, incluindo três especiais para a HBO, Off The Wall (1978), An Evening with Robin Williams (1982) e Robin Williams: Live at the Met (1986). Ainda em 1986, Williams conquistou mais fama ao se apresentar na 58ª edição do Oscar.

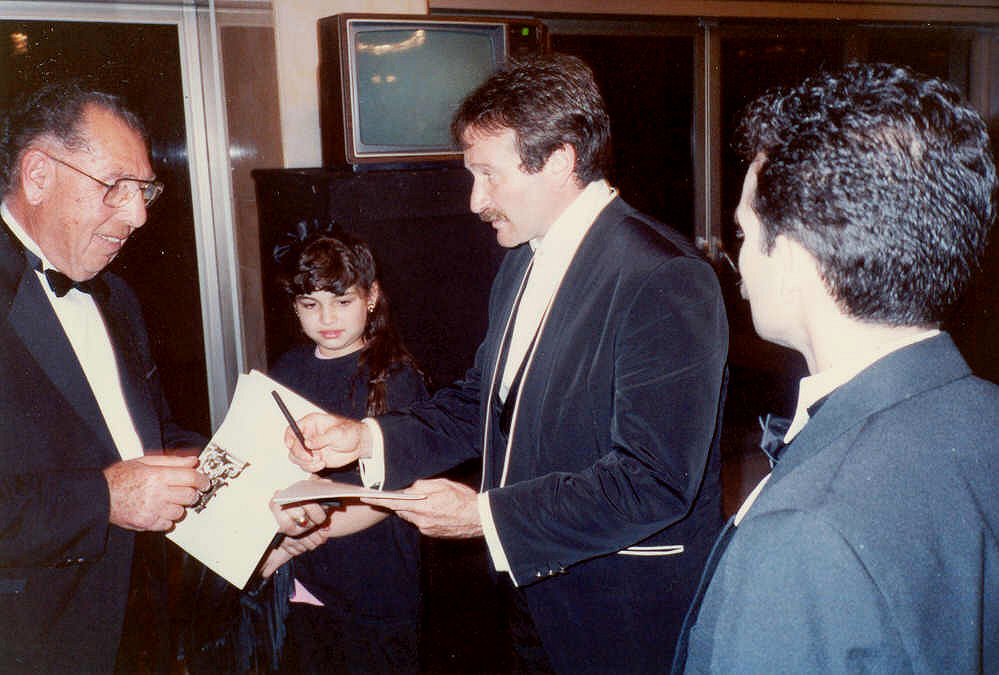
Williams nos Academy Awards, em 1990.

Seu trabalho de stand-up tem sido um fio condutor de sua carreira, como pode se ver pelo sucesso de seu show (e o DVD subsequente) Robin Williams: Live on Broadway (2002). Obteve em 2004 o 13º lugar na lista de "100 maiores [comediantes] stand-up de todos os tempos" do canal Comedy Central.
Após ser encorajado por sua amiga, a também comediante Whoopi Goldberg, decidiu aceitar uma participação especial na série Star Trek: The Next Generation, em 1991, no episódio "A Matter of Time", porém teve que cancelar sua aparição devido a um conflito de calendário; Matt Frewer assumiu seu lugar no papel do professor Berlingoff Rasmussen, um viajante do tempo trapaceiro.
Williams também apareceu, em 2000, num episódio da versão americana de Whose Line Is It Anyway?. Durante um jogo chamado "Scenes from a Hat" ("cenas de um chapéu"), a cena "What Robin Williams is thinking right now" ("O que Robin Williams está pensando agora") foi criada, e Williams declarou: "I have a career. What the hell am I doing here?" ("Eu tenho uma carreira. Que diabos estou fazendo aqui agora?").
Em 4 de dezembro de 2010 apareceu, juntamente com Robert De Niro, no programa Saturday Night Live, no esquete "What Up with That".

### Cinema
A maior parte da carreira de Williams, no entanto, se deu no cinema - embora também tenha tido performances de destaque no teatro (entre as quais o papel mais célebre foi o de Estragon numa produção de Esperando Godot, com Steve Martin). Sua performance em Good Morning, Vietnam (br: Bom Dia, Vietnã), de 1987, lhe rendeu uma indicação para o Oscar de melhor ator. Diversos de seus papéis foram comédias com um toque de pathos.

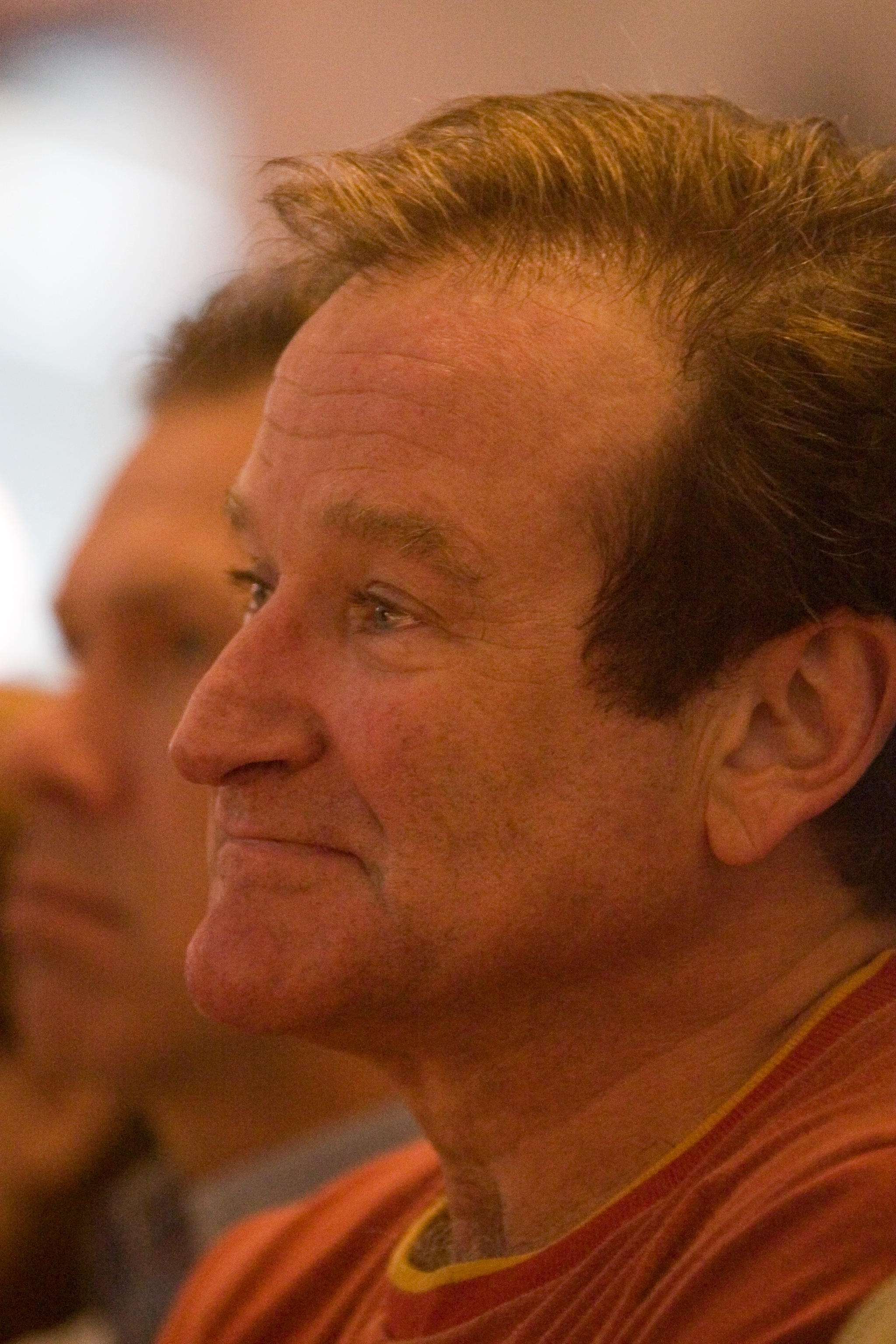
Robin Williams

Seu papel como o Gênio no filme de animação Aladdin, de 1992, foi crucial para estabelecer a importância da presença de atores famosos nas dublagens de desenhos animados. Williams também utilizou seus talentos vocais em Fern Gully, como o holográfico Dr. Know no filme A.I. Artificial Intelligence, de 2001, na animação Robots, de 2005, no vencedor do Oscar em 2006, Happy Feet, e numa performance não-creditada em Everyone's Hero, de 2006. Também foi responsável por dublar a voz de Timekeeper, uma antiga atração do parque de diversões Walt Disney World sobre um robô que viaja no tempo, encontra Júlio Verne e o leva para o futuro.

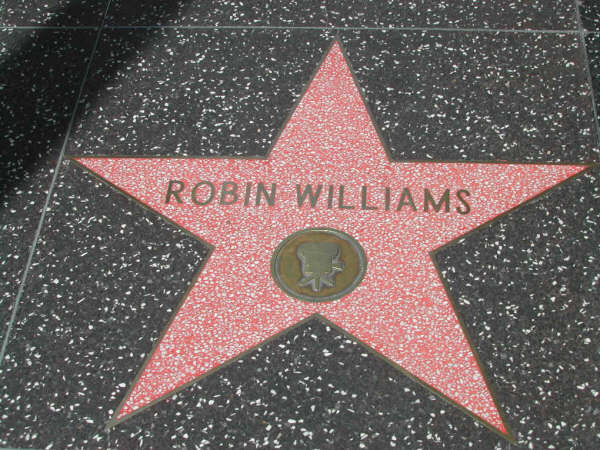
Estrela de Williams na Calcada da Fama

Em 1998 recebeu o Oscar de melhor ator coadjuvante por seu papel como um psicólogo em Good Will Hunting (br: Gênio Indomável; pt: O Bom Rebelde). No início da década seguinte, no entanto, alguns críticos afirmaram que estaria sendo escalado sempre para o mesmo tipo de papel, excessivamente sentimental, em filmes como Patch Adams (br: Patch Adams - O Amor é Contagioso), de 1998, de Bicentennial Man (br/pt: O Homem Bicentenário), de 1999.
Williams também estrelou filmes dramáticos, pelos quais conquistou duas outras indicações ao Oscar: a primeira, por interpretar um professor de inglês em Dead Poets Society (br: Sociedade dos Poetas Mortos; pt: O Clube dos Poetas Mortos), de 1989, e a segunda pelo papel de um mendigo problemático em The Fisher King (br: O Pescador de Ilusões; pt: O Rei Pescador), de 1991; neste mesmo ano interpretou um Peter Pan adulto no filme Hook (br: Hook - A volta do Capitão Gancho). Entre outros filmes dramáticos consagrados que protagonizou estão Awakenings (br: Tempo de Despertar; pt: Despertares), de 1990, e What Dreams May Come, de 1998. No suspense dramático Insomnia, de 2002, Williams interpretou um escritor/assassino fugindo de um policial de Los Angeles que sofre de insônia, interpretado por Al Pacino, na região rural do Alasca. Também em 2002, no suspense psicológico One Hour Photo, Williams interpretou um funcionário de uma loja de revelação de fotos com distúrbios emocionais que fica obcecado por uma família cujas fotos ele revelou. Em 2006 Williams estrelou The Night Listener, suspense sobre um apresentador de rádio que percebe ter desenvolvido uma amizade com uma criança que pode ou não existir.

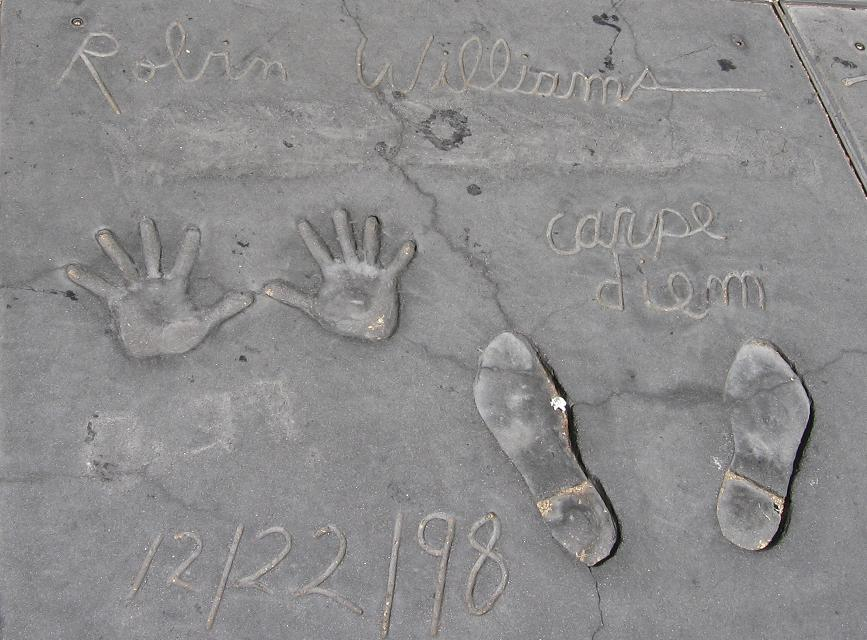
Assinatura e pegada de Williams na Calçada da Fama, em Hollywood.

Robin Williams é conhecido por suas habilidades de improviso e por suas imitações. Suas apresentações caracterizam-se por um humor não-ensaiado, criado e executado de maneira frenética sobre o palco. De acordo com os comentários especiais do DVD de Aladdin, a maior parte de seus diálogos como o Gênio também teriam sido improvisados.
Em 2006 estrelou cinco filmes, incluindo Man of the Year, e foi o convidado-surpresa da edição de 2006 do Nickelodeon Kids' Choice Awards. Também apareceu num episódio do programa de televisão Extreme Makeover: Home Edition, em 30 de janeiro de 2006.
Williams chegou a ser cotado para interpretar o personagem Riddler (conhecido como Charada, no Brasil, e Enigma, em Portugal) no filme Batman Forever (br: Batman Eternamente; pt: Batman Para Sempre), até que o diretor Tim Burton eventualmente abandonou o projeto. O ator também tinha sido um forte candidato a interpretar o Joker (Coringa, no Brasil) no filme Batman, de 1989, e também teria manifestado interesse em assumir o mesmo papel em The Dark Knight (br: Batman: O Cavaleiro das Trevas; pt: O Cavaleiro das Trevas), sequência de Batman Begins, de 2005, embora o papel eventualmente tenha sido interpretado por Heath Ledger, que acabou vencendo o Oscar de melhor ator coadjuvante (póstumo) por ele.
Robin Williams foi interpretado por Chris Diamantopoulos na biografia feita para televisão Behind the Camera: The Unauthorized Story of Mork & Mindy, de 2005, que documenta a chegada do ator em Hollywood como um comediante ainda pouco conhecido.

#### Conflito com a Disney

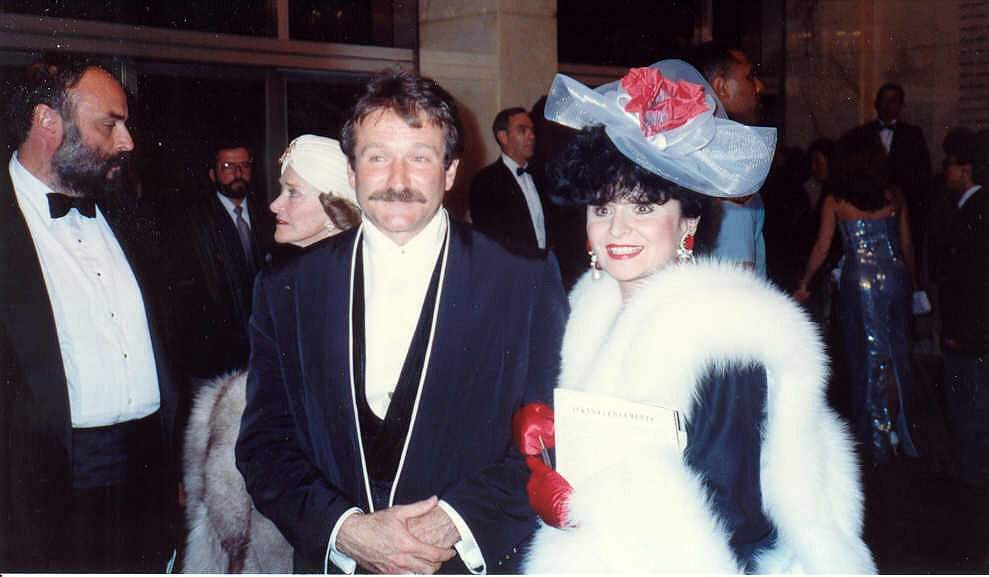
Williams com Yola Czaderska-Hayek nos Academy Awards, em 1990.

Em gratidão por seu sucesso com o filme Good Morning, Vietnam, da Disney/Touchstone, Robin Williams dublou o personagem do Gênio no filme de animação Aladdin pelo pagamento-padrão do Screen Actors Guild (o sindicato dos atores americanos), 75 mil dólares, com a condição de que seu nome e sua imagem não fossem usados para marketing, e que seu personagem não ocuparia mais de 25% do espaço da arte feita para promover o filme, já que a animação Toys seria lançada um mês após a estreia de Aladdin. O estúdio, no entanto, acabou não cumprindo ambas as condições, especialmente na questão do pôster oficial do filme, no qual o Gênio ocupava mais de 25% da imagem, com outros personagens tanto principais quanto coadjuvantes retratados de maneira consideravelmente menor. O livro da Disney, Aladdin: The Making Of An Animated Film, publicado pela Hyperion, listou os dois personagens de Williams, "O Mascate" e "O Gênio", na frente de outros personagens principais, porém foi obrigado a referir-se a ele como "o ator contratado para interpretar o Gênio".

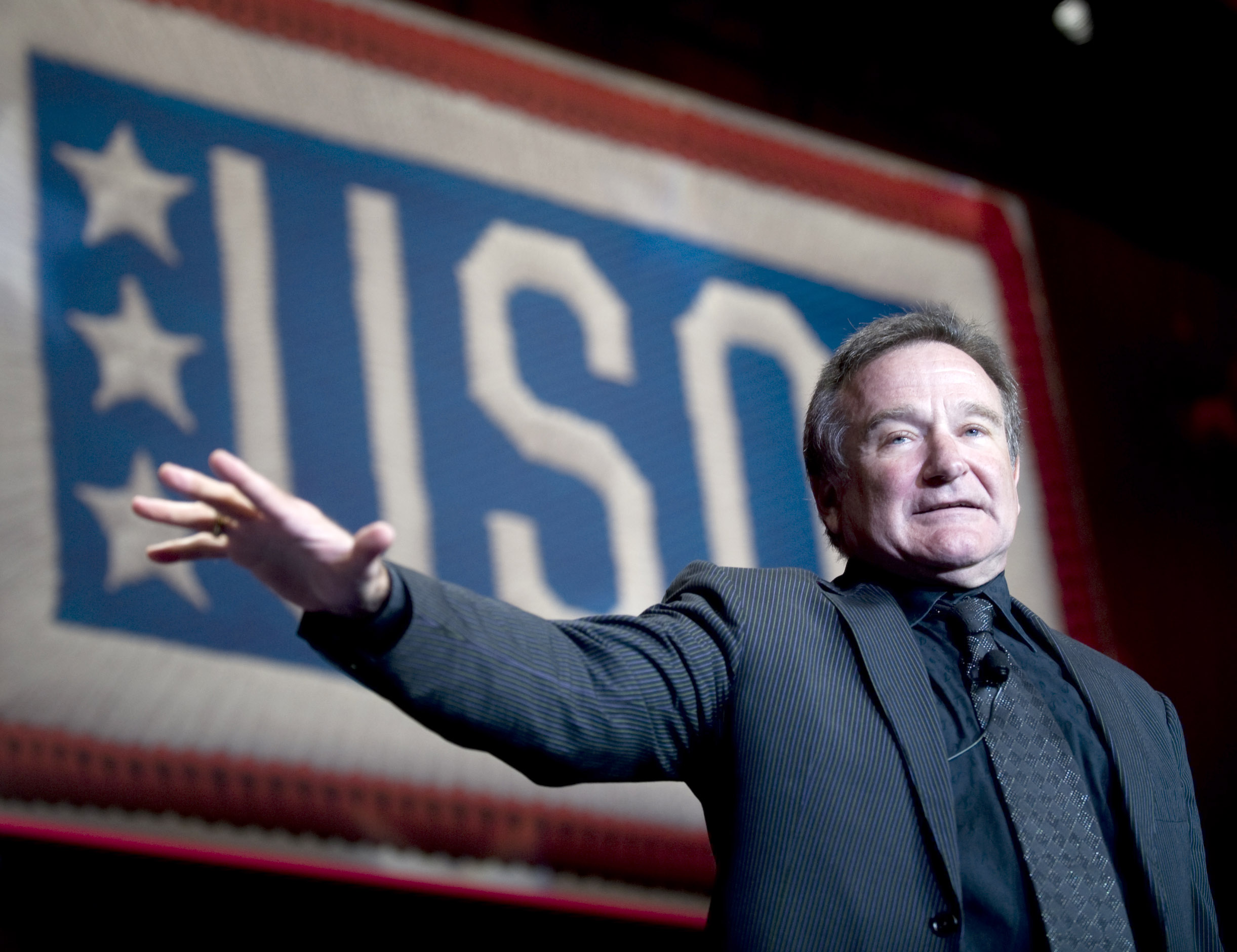
Williams se apresentando no USO World Gala, em 2008

Williams e a Disney tiveram um rompimento sério depois do ocorrido e, como resultado, Dan Castellaneta foi contratado para dublar o Gênio em The Return of Jafar, a série de animação para a televisão de Aladdin, e gravou sua voz para Aladdin and the King of Thieves. Quando Jeffrey Katzenberg foi despedido da Disney, e substituído pelo ex-chefe de produção da 20th Century Fox, Joe Roth (cujo último ato pela Fox foi dar o sinal verde para o filme Mrs. Doubtfire, de Williams), Roth conseguiu que a Disney se desculpasse publicamente com Williams, que por sua vez concordou em atuar em Jack, filme da Hollywood Pictures dirigido por Francis Ford Coppola, e até mesmo aceitou dublar o Gênio novamente para King Of Thieves (embora por um preço consideravelmente mais alto que o padrão), substituindo todos os diálogos já dublados por Castellaneta.
Quando Williams se juntou novamente ao diretor de Doubtfire, Chris Columbus, para o filme Bicentennial Man (br/pt: O Homem Bicentenário), de 1999, a Disney pediu que o orçamento da obra fosse cortado em aproximadamente 20 milhões de dólares; quando o filme foi lançado, no dia de Natal, foi um fracasso de bilheteria. Williams colocou a culpa no marketing feito pela Disney e pelo conteúdo perdido devido aos cortes no orçamento. Novamente, as relações entre o ator e a Disney estavam abaladas, e novamente Castellaneta foi chamado para substitui-lo no papel de Gênio na série de videogames Kingdom Hearts e na série de TV House of Mouse. O lançamento em DVD de Aladdin não tem qualquer participação de Williams no conteúdo extra, embora algumas de suas sessões de gravação originais possam ser vistas.
Recentemente Robin Williams fez as pazes com a Walt Disney Company, e, em 2009, concordou em fazer parte do 'hall da fama' da Disney, sendo designado uma Disney Legend ("Lenda da Disney").

### Carreira no teatro
No teatro, Williams apresentou seu "show de um homem só", Robin Williams: Live on Broadway, encenado pela primeira vez no Broadway Theatre em julho de 2002. Fez sua estreia como ator teatral na peça Bengal Tiger at the Baghdad Zoo, de Rajiv Joseph, que estreou na Broadway, no Richard Rodgers Theatre, em 31 de março de 2011.

#### Comédia stand-up

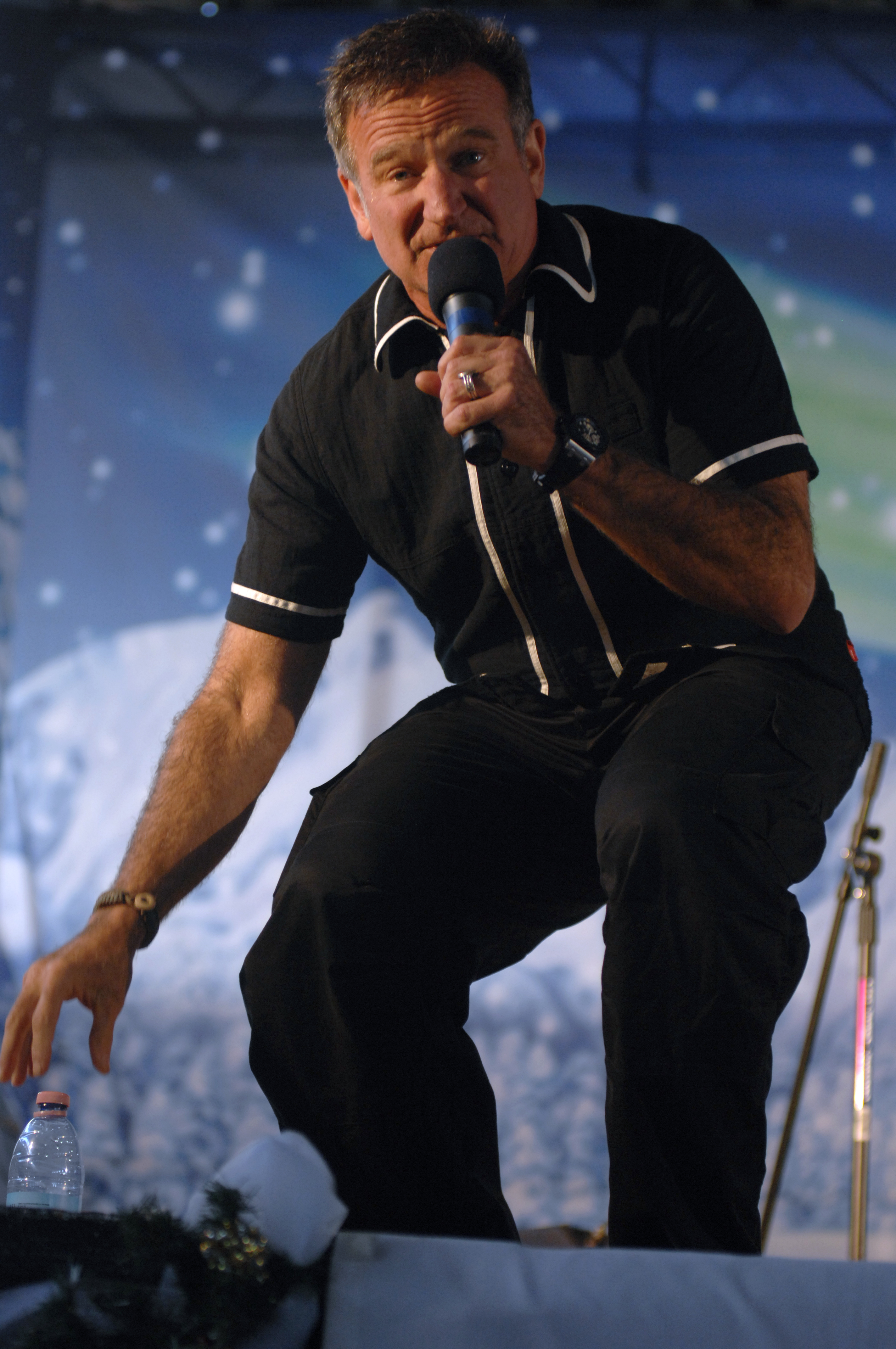
Williams se apresentando

Robin Williams fez apresentou-se em diversos lugares com seus espetáculos de comédia stand-up desde o início da década de 1970. Algumas de suas turnês mais memoráveis foram An Evening With Robin Williams (1982), Robin Williams: At The Met (1986) e Robin Williams LIVE on Broadway (2002). A última quebrou diversos recordes duradouros para shows do gênero; em alguns casos os ingressos se esgotaram depois de estarem à venda por cerca de trinta minutos.
Após um hiato de seis anos, em agosto de 2008, Williams anunciou uma turnê de 26 cidades chamada Weapons of Self Destruction. Segundo ele, esta seria sua última chance de fazer piadas com o governo Bush, embora poucas piadas do set falassem sobre o assunto. A turnê se iniciou no fim de setembro de 2009, e terminou em Nova York em 3 de dezembro, culminando com um especial para a HBO em 8 de dezembro.

### Outros interesses

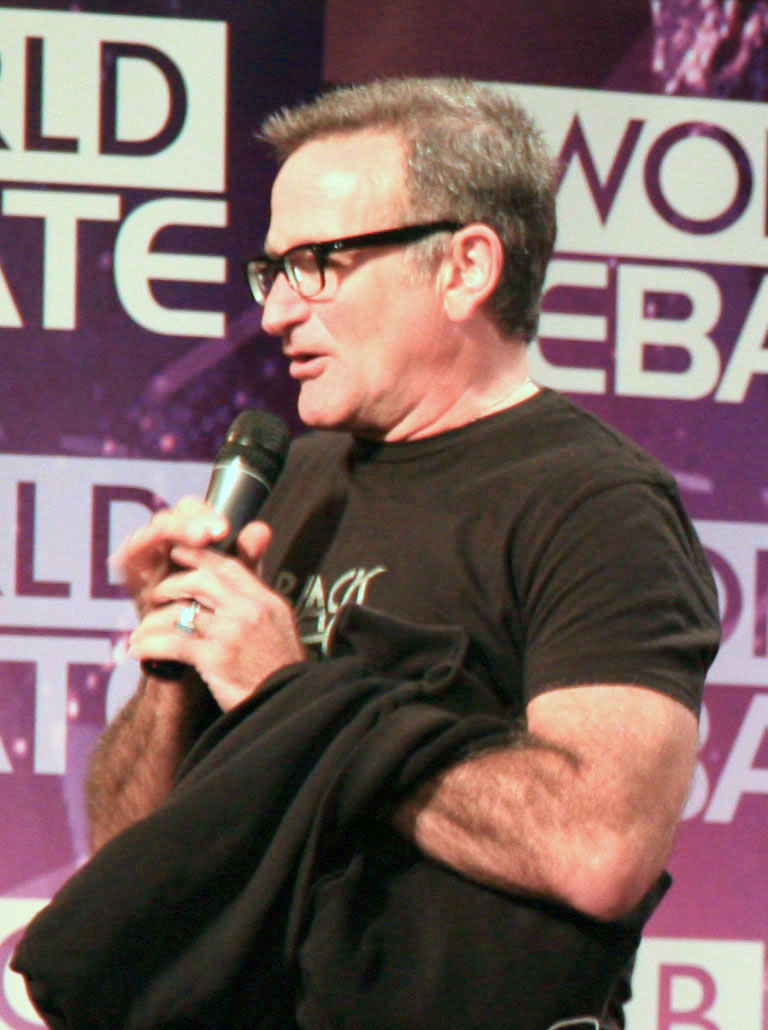
Williams falando durante o Debate Mundial de 2008 da BBC.

Williams era um ávido entusiasta de videogames (chegando até mesmo a dar o nome de sua filha de Zelda, em homenagem à Princesa Zelda, da série de jogos The Legend of Zelda), um apreciador de role-playing games e jogos online, como Warcraft 3, Day of Defeat, Half-Life, e o jogo de tiro em primeira pessoa Battlefield 2 (como um sniper). Em 6 de janeiro de 2006 apresentou-se ao vivo no Consumer Electronics Show, durante a apresentação da Google. Na E3 de 2006, a convite de Will Wright, demonstrou o editor de criaturas do jogo Spore enquanto comentava sobre a aparência da criatura: "Isto aqui vai fazer um ornitorrinco parecer bonito". Também elogiou a versatilidade do jogo, comparando-o a Populous e Black & White. No mesmo ano, foi uma das celebridades a participar do Dia Mundial do Dungeons & Dragons.
Fã do ciclismo profissional, era uma presença constante no ônibus da equipe das equipes americanas US Postal Service e Discovery Channel Pro Cycling durante os anos em que Lance Armstrong dominou o Tour de France.
Também era um entusiasta do rugby union e um grande fã do ex-jogador dos All Blacks (a equipe nacional da Nova Zelândia), Jonah Lomu.
Williams apoiava o uso de veículos ecologicamente corretos; ele dirigia um Toyota Prius, e estava na lista de espera para um veículo elétrico Aptera 2 Series.

## Ativismo

### Obras de caridade

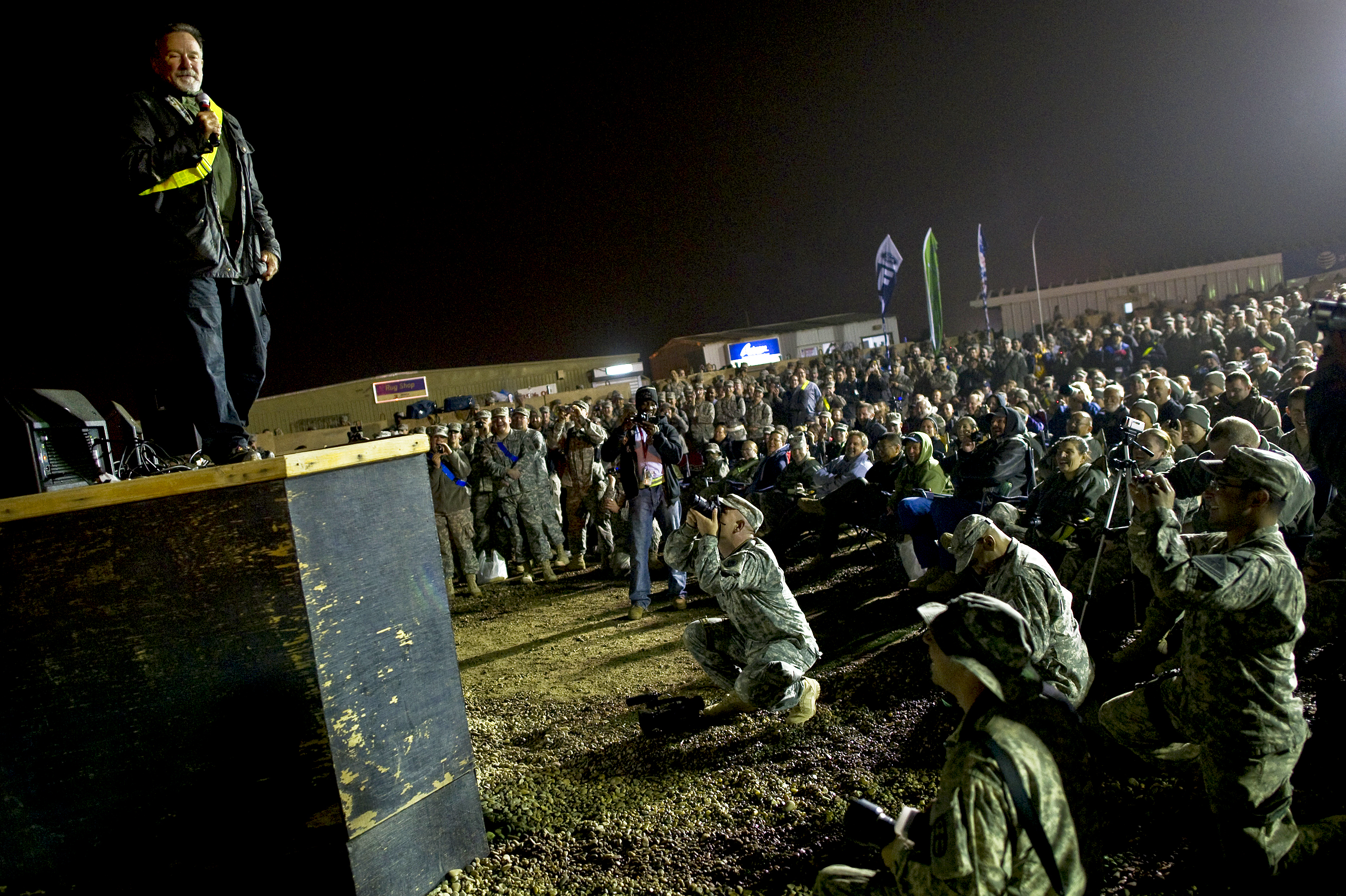
Williams se apresentando em Camp Victory para as USO em 13 de dezembro de 2010.

Williams e sua ex-mulher, Marsha, fundaram a Windfall Foundation, uma organização filantrópica que visa levantar fundos para diversas instituições de caridade diferentes. O ator dedicou muito às obras de caridade, incluindo o arrecadamento de fundos durante eventos como o Comic Relief. Em dezembro de 1999 cantou em francês num videoclipe com celebridades internacionais que faziam uma cover de "It's Only Rock & Roll", dos Rolling Stones, para a instituição Children's Promise.
Williams se apresentou para as United Service Organizations, organizações que prestam serviço para as tropas americanas estacionadas no Iraque e Afeganistão.
Após o terremoto de 2010 na Nova Zelândia, Williams doou tudo o que foi arrecadado em sua performance da turnê Weapons of Self Destruction, em Christchurch, para ajudar no auxílio à reconstrução daquela cidade.

## Vida pessoal
O primeiro casamento de Robin Williams foi com Valerie Velardi em 4 de junho de 1978, com quem teve um filho, Zachary Pym (Zak), nascido em 11 de abril de 1983. Durante este casamento Williams se envolveu numa relação extraconjugal com Michelle Tish Carter, uma garçonete que ele conheceu em 1984, e que o processou em 1986 alegando ter sido infectada por ele com o vírus herpes simplex. O processo foi arquivado mediante um acordo feito fora dos tribunais. Williams e Velardi se divorciaram em 1988.
Em 30 de abril de 1989 se casou com Marsha Garces, a babá de seu filho, que já estava grávida de alguns meses da filha do ator. Ambos tiveram dois filhos, Zelda Rae (nascida em 31 de julho de 1989) e Cody Alan (nascido em 25 de novembro de 1991). Em março de 2008, no entanto, Garces pediu o divórcio de Williams, alegando "diferenças irreconciliáveis".
Williams tornou-se padrinho de William Reeve (nascido em 7 de junho de 1992), filho caçula do casal Dana Reeve e Christopher Reeve, de quem Williams sempre foi muito amigo.

#### Drogas e álcool
Durante o fim da década de 1970 e início da década seguinte, Williams desenvolveu um vício em cocaína; ele desde então declarou ter abandonado o uso da droga. Williams era um amigo próximo do comediante John Belushi, com quem frequentava muitas festas, e afirmou que a morte de seu amigo, por overdose, e o nascimento de seu filho, o levaram a abandonar as drogas: "Se foi um toque de despertar? Oh, sim, em grande escala. O grand jury também ajudou".
Em 9 de agosto de 2006, Williams se inscreveu num centro de reabilitação para dependentes químicos localizado em Newberg, Oregon, admitindo posteriormente ser um alcoólatra. Segundo declaração feita por seu publicista:

"Após 20 anos de sobriedade, Robin Williams voltou a beber, e decidiu tomar medidas proativas para lidar com isto, pelo seu próprio bem-estar e pelo bem-estar de sua família. Ele pede que vocês respeitem a sua privacidade e de sua família durante este período, e anseia em retornar ao trabalho neste outono para promover seus futuros lançamentos cinematográficos."

### Problemas de saúde
Williams foi hospitalizado em março de 2009 devido a problemas cardíacos, e foi obrigado a adiar seu espetáculo solo no teatro para passar por uma cirurgia na qual substituiu sua válvula aorta. A cirurgia foi realizada com sucesso em 13 de março de 2009, na Cleveland Clinic.

## Morte
Williams foi encontrado inconsciente em sua casa, em Paradise Cay, Califórnia, por volta do meio-dia no dia 11 de agosto de 2014. A causa de morte foi asfixia devido a enforcamento. As investigações da polícia norte-americana levaram a concluir que o ator teria cometido suicídio.
Segundo Mara Buxbaum, agente do ator, Williams estava lutando contra uma depressão severa. Após sua morte, descobriu-se que este sofria de uma doença neurodegenerativa conhecida como demência com corpos de Lewy sendo que a ausência de diagnóstico contribuiu para a morte do ator.
O corpo de Williams foi cremado dias depois de sua morte e suas cinzas lançadas ao mar na Baía de São Francisco, Califórnia no Estados Unidos conforme noticiado pelo site TMZ.com.

## Filmografia

### Cinema
| Ano  | Título                                           | Título em português                                                                 | Papel                                | Obs. |
| ---- | ------------------------------------------------ | ----------------------------------------------------------------------------------- | ------------------------------------ | --- |
| 1977 | Can I Do It 'Till I Need Glasses?                | pt: Podes Fazer Isso Até Eu Precisar de Óculos?                                     | Ele próprio                          | |
| 1980 | Popeye                                           | pt: Popeye                                                                          | Popeye                               | |
| 1982 | The World According to Garp                      | br: O Mundo Segundo Garp                                                            | T.S. Garp                            | |
| 1983 | The Survivors                                    | pt: Os Sobreviventes"                                                               | Donald Quinelle                      | |
| 1984 | Moscow on the Hudson                             | br: Moscou em Nova York pt: Um Russo em Nova Iorque                                 | Vladimir Ivanov                      | Indicado — Globo de Ouro de melhor ator - longa-metragem musical ou comédia |
| 1986 | Seize the Day                                    | pt: Agarra o Dia                                                                    | Tommy Wilhelm                        | |
| 1986 | Club Paradise                                    | pt: Clube do Paraíso                                                                | Jack Moniker                         | |
| 1986 | The Best of Times                                | pt: O Melhor dos Tempos"                                                            | Jack Dundee                          | |
| 1987 | Good Morning, Vietnam                            | br: Bom Dia, Vietnã pt: Bom dia, Vietname                                           | Adrian Cronauer                      | Globo de Ouro de melhor ator - longa-metragem musical ou comédia Indicado — Oscar de melhor ator Prêmio BAFTA de melhor ator em papel principal Indicado — American Comedy Award de melhor ator em papel principal |
| 1988 | The Adventures of Baron Munchausen               | br: As Aventuras do Barão Munchausen pt: A Fantástica Aventura do Barão             | Rei da Lua                           | Creditado como Ray D. Tutto Indicado — American Comedy Award de ator coadjuvante mais engraçado em longa-metragem |
| 1988 | Portrait of a White Marriage                     | pt: Retrato de um Casamento Branco                                                  | Vendedor de ar-condicionado          | Não-creditado |
| 1988 | Rabbit Ears: Pecos Bill                          | pt: Orelhas de Coelho: Pecos Bill                                                   | Narrador                             | Voz |
| 1989 | Dead Poets Society                               | br: Sociedade dos Poetas Mortos pt: O Clube dos Poetas Mortos                       | John Keating                         | Indicado - Oscar de melhor ator Indicado — Prêmio BAFTA de ator principal Indicado — Globo de Ouro de melhor ator - longa-metragem de drama |
| 1989 | I'm from Hollywood                               | pt: Eu sou de Hollywood                                                             | Ele próprio                          | |
| 1990 | Cadillac Man                                     | br: Um Conquistador em Apuros pt: Um Sedutor em Apuros                              | Joey O'Brien                         | |
| 1990 | Awakenings                                       | br: Tempo de Despertar pt: Despertares                                              | Dr. Malcolm Sayer                    | Indicado — Globo de Ouro de melhor ator – longa-metragem de drama Prêmio da National Board of Review de melhor ator (juntamente com Robert DeNiro) |
| 1990 | Back to Neverland                                | pt: De volta a Neverland                                                            | Ele próprio                          | |
| 1991 | Dead Again                                       | pt: Voltar a Morrer pt: Viver de Novo                                               | Dr. Cozy Carlisle                    | |
| 1991 | The Fisher King                                  | br: O Pescador de Ilusões                                                           | Henry "Parry" Sagan                  | Globo de Ouro de melhor ator - longa-metragem musical ou comédia Indicado — Oscar de melhor ator Indicado — Saturn Award de melhor ator |
| 1991 | Hook                                             | br: Hook - A volta do Capitão Gancho                                                | Peter Banning / Peter Pan            | |
| 1991 | Rabbit Ears: The Fool and the Flying Ship        |                                                                                     | Narrador                             | Voz |
| 1992 | Toys                                             | br: A Revolta dos Brinquedos pt: O Fabricante de Sonhos                             | Leslie Zevo                          | Indicado — Saturn Award de melhor ator |
| 1992 | Aladdin                                          |                                                                                     | Gênio, mercador                      | Voz Saturn Award de melhor ator coadjuvante Globo de Ouro especial (por seu trabalho vocal) MTV Movie Award de melhor performance cômica |
| 1992 | The Timekeeper                                   |                                                                                     | The Timekeeper                       | |
| 1992 | FernGully: The Last Rainforest                   |                                                                                     | Batty Koda                           | Voz |
| 1992 | Shakes the Clown                                 |                                                                                     | Instrutor da aula de mímica          | |
| 1993 | Mrs. Doubtfire                                   | br: Uma Babá Quase Perfeita pt: Papá para Sempre                                    | Daniel Hillard/Mrs. Doubtfire        | Globo de Ouro de melhor ator - longa-metragem musical ou comédia American Comedy Award de ator mais engraçado em longa-metragem (papel principal) MTV Movie Award de melhor performance cômica Indicado — MTV Movie Award de melhor performance |
| 1993 | Being Human                                      |                                                                                     | Hector                               | |
| 1994 | In Search of Dr. Seuss                           |                                                                                     | Pai                                  | |
| 1995 | Jumanji                                          | Jumanji                                                                             | Alan Parrish                         | Indicado — Saturn Award de melhor ator Indicado — Prêmio Blimp de ator de cinema favorito |
| 1995 | To Wong Foo, Thanks for Everything! Julie Newmar | br: Para Wong Foo, Obrigado Por Tudo! Julie Newmar pt: Os Três Mosqueteiros do Amor | John Jacob Jingleheimer Schmidt      | |
| 1995 | Nine Months                                      | br/pt: Nove Meses                                                                   | Dr. Kosevich                         | Indicado — American Comedy Award de ator coadjuvante mais engraçado em longa-metragem |
| 1996 | Aladdin and the King of Thieves                  | br: Aladdin e os 40 Ladrões pt: Aladdin e o Rei dos Ladrões                         | Gênio                                | Voz |
| 1996 | Hamlet                                           |                                                                                     | Osric                                | |
| 1996 | The Secret Agent                                 |                                                                                     | O Professor                          | |
| 1996 | Jack                                             | br:/pt: Jack                                                                        | Jack Powell                          | Indicado — Prêmio Blimp de ator de cinema favorito |
| 1996 | The Birdcage                                     | br: A Gaiola das Loucas pt: Casa de Doidas                                          | Armand Goldman                       | Prêmio do Screen Actors Guild de performance de destaque por um elenco em longa-metragem Indicado — MTV Movie Award de melhor performance cômica Indicado — MTV Movie Award de melhor dupla (dividido com Nathan Lane) |
| 1997 | Good Will Hunting                                | br: Gênio Indomável pt: O Bom Rebelde                                               | Sean Maguire                         | Oscar de ator coadjuvante Prêmio do Screen Actors Guild de performance de destaque por ator em papel coadjuvante Indicado — Globo de Ouro de melhor ator coadjuvante - longa-metragem Indicado — Prêmio do Screen Actors Guild de performance de destaque por um elenco em longa-metragem Indicado — Satellite Award de melhor ator coadjuvante - longa-metragem |
| 1997 | Flubber                                          | br: Flubber - Uma Invenção Desmiolada pt: O Professor Distraído                     | Professor Philip Brainard            | Blockbuster Entertainment Award de melhor ator/atriz Indicado — Prêmio Blimp de ator de cinema favorito |
| 1997 | Deconstructing Harry                             | br: Desconstruindo Harry / pt: As Faces de Harry                                    | Personagem de Mel/Harry              | |
| 1997 | Fathers' Day                                     | br: 1 Dia, 2 Pais pt: O Dia dos Pais                                                | Dale Putley                          | |
| 1998 | Patch Adams                                      | br: Patch Adams - O Amor é Contagioso                                               | Hunter "Patch" Adams                 | Indicado — Globo de Ouro de melhor ator - longa-metragem musical ou comédia Indicado — American Comedy Award de ator mais engraçado em longa-metragem (papel principal) Indicado — Satellite Award de melhor ator - longa-metragem musical ou comédia |
| 1998 | Junket Whore                                     |                                                                                     | Ele próprio                          | |
| 1998 | What Dreams May Come                             | br: Amor Além da Vida pt: Além do Horizonte                                         | Chris Nielsen                        | |
| 1999 | Bicentennial Man                                 | br: O Homem Bicentenário                                                            | Andrew Martin                        | Indicado — Blockbuster Entertainment Award de ator favorito - comédia Indicado — Prêmio Blimp de ator de cinema favorito |
| 1999 | Jakob the Liar                                   |                                                                                     | Jakob Heym/Narrador                  | |
| 1999 | Get Bruce                                        |                                                                                     | Ele próprio                          | |
| 2000 | Model Behavior                                   |                                                                                     | Faremain                             | |
| 2001 | A.I. Artificial Intelligence                     | br/pt: A.I. - Inteligência Artificial                                               | Dr. Know                             | Voz |
| 2002 | The Rutles 2: Can't Buy Me Lunch                 |                                                                                     | Hans Hänkie                          | |
| 2002 | Insomnia                                         |                                                                                     | Walter Finch                         | Indicado — Saturn Award de melhor ator coadjuvante |
| 2002 | Death to Smoochy                                 | br: Morra, Smoochy, Morra pt: Smoochy                                               | 'Rainbow' Randolph Smiley            | |
| 2002 | One Hour Photo                                   | br: Retratos de uma Obsessão pt: Câmara Indiscreta                                  | Seymour 'Sy' Parrish                 | Saturn Award de melhor ator Indicado — Broadcast Film Critics Association Award de melhor ator Indicado — Online Film Critics Society Award de melhor ator Indicado — Satellite Award de melhor ator - longa-metragem de drama |
| 2004 | Noel                                             | br: Anjo de Vidro pt: Um Milagre de Natal                                           | Charlie Boyd/O Padre                 | |
| 2004 | House of D                                       | br: Reflexos da Amizade pt: Reviver o Passado                                       | Pappass                              | |
| 2004 | The Final Cut                                    | br: A última Memória pt: Violação de Privacidade                                    | Alan W. Hakman                       | |
| 2005 | The Big White                                    | br: Quem é Morto Sempre Aparece pt: Quem Está Morto Sempre Aparece                  | Paul Barnell                         | |
| 2005 | Robots                                           | br/pt: Robôs                                                                        | Manivela                             | Voz Indicado — Prêmio Blimp de voz favorita em animação |
| 2005 | The Aristocrats                                  |                                                                                     | Ele próprio                          | |
| 2006 | Man of the Year                                  | Candidato Aloprado                                                                  | Tom Dobbs                            | |
| 2006 | Night at the Museum                              | br: Uma Noite no Museu pt: À Noite, no Museu                                        | Theodore Roosevelt                   | |
| 2006 | Happy Feet                                       | br: Happy Feet: O Pinguim                                                           | Ramon/Lovelace                       | Voz |
| 2006 | Everyone's Hero                                  |                                                                                     | Napoleon Cross                       | Voz |
| 2006 | RV                                               | br: Férias no Trailer pt: Com a Casa às Costas                                      | Bob Munro                            | |
| 2006 | The Night Listener                               |                                                                                     | Gabriel Noone                        | |
| 2007 | License to Wed                                   | br/pt: Licença para Casar                                                           | Reverendo Frank                      | |
| 2007 | August Rush                                      | br: O Som do Coração pt: August Rush - O Som do Coração                             | Maxwell "Wizard" Wallace             | |
| 2009 | Shrink                                           |                                                                                     | Holden                               | |
| 2009 | World's Greatest Dad                             |                                                                                     | Lance Clayton                        | |
| 2009 | Night at the Museum: Battle of the Smithsonian   | br: Uma Noite no Museu 2 pt: À Noite, no Museu 2                                    | Theodore Roosevelt                   | |
| 2009 | Old Dogs                                         | br: Surpresa em Dobro                                                               | Dan Rayburn                          | |
| 2011 | Happy Feet 2                                     | br: Happy Feet 2                                                                    | Ramon, Lovelace                      | Voz |
| 2013 | The Butler                                       | br: O Mordomo da Casa Branca                                                        | Dwight D. Eisenhower                 | |
| 2013 | The Face of Love                                 | br: Uma Nova Chance para Amar                                                       | Roger                                | |
| 2014 | Boulevard                                        |                                                                                     | Nolan Mack                           | |
| 2014 | The Angriest Man in Brooklyn                     | br: O Que Fazer? pt: Aproveita a vida Harry Altman                                  | Henry Altmann                        | |
| 2014 | A Merry Friggin' Christmas                       | br: Maldito Feliz Natal                                                             | Mitch                                | |
| 2014 | Night at the Museum: Secret of the Tomb          | br: Uma Noite no Museu 3: O Segredo da Tumba                                        | Theodore Roosevelt / Garuda Artifact | |
| 2015 | Absolutely Anything                              | br: Absolutamente Impossível pt: Absolutely Anything: Uma Comédia Intergaláctica    | Dennis, o cão                        | Voz |

### Televisão
| Ano       | Título                                        | Papel                                                                       | Obs. |
| --------- | --------------------------------------------- | --------------------------------------------------------------------------- | --- |
| 1977      | The Richard Pryor Show                        | Ele próprio                                                                 | Roteirista "Homem com o braço quebrado", "John Brownstein, advogado de defesa/arqueólogo/consumidor," "ele próprio," "ele próprio/sobrevivente do Titanic/voz da arma"}}                                       |
| 1977      | Laugh-In                                      |                                                                             | |
| 1977      | Eight is Enough                               |                                                                             | Episódio: "The Return of Auntie V" |
| 1978      | Happy Days                                    | Mork                                                                        | Episódio: "My Favorite Orkan" |
| 1978      | America 2-Night                               | Jason Shine                                                                 | Episódios: "Jason Shine" e "Olfactory Distosis Telethon" |
| 1978–1982 | Mork & Mindy                                  | Mork                                                                        | 92 episódios Globo de Ouro de melhor ator - série de televisão musical ou comédia (venceu o prêmio em 1979, indicado em 1980) Indicado — Prêmio Emmy do Primetime de ator principal de destaque - série cômica |
| 1979      | Happy Days                                    | Mork                                                                        | Episódio: "Mork Returns" |
| 1979      | Out of the Blue                               |                                                                             | Episódio: "Random's Arrival" |
| 1981      | Saturday Night Live                           | Ele próprio                                                                 | Apresentador/diversos |
| 1982      | The Billy Crystal Comedy Hour                 | Ele próprio                                                                 | Episódio: #1.1 |
| 1982      | Faerie Tale Theatre                           | Sapo/Príncipe Robin                                                         | Episódio: "Tale of the Frog Prince" |
| 1982      | SCTV Network 90                               | Diversos                                                                    | Episódio: "Jane Eyrehead" |
| 1984      | Saturday Night Live                           | Ele próprio                                                                 | Apresentador/diversos |
| 1984      | Pryor's Place                                 | Gaby                                                                        | Episódio: "Sax Education" |
| 1986      | Saturday Night Live                           | Ele próprio                                                                 | Apresentador/diversos |
| 1986      | The Max Headroom Show                         | Ele próprio                                                                 | Episódio: "Max Headroom's Giant Christmas Turkey" |
| 1988      | Saturday Night Live                           | Ele próprio                                                                 | Apresentador/diversos |
| 1988      | Wogan                                         | Ele próprio                                                                 | |
| 1991      | Wogan                                         | Ele próprio                                                                 | |
| 1991      | A Wish For Wings That Work                    | O Kiwi                                                                      | Voz (creditado como Sudy Nim) |
| 1992      | The Larry Sanders Show                        | Ele próprio                                                                 | Episódio: "Hank's Contract" |
| 1994      | Homicide: Life on the Streets                 | Robert Ellison                                                              | Episódio: "Bop Gun" Indicado — Prêmio Emmy do Primetime de ator convidado de destaque - série dramática |
| 1994      | Live & Kicking                                | Ele próprio                                                                 | |
| 1994      | The Larry Sanders Show                        | Ele próprio                                                                 | Episódio: "Montana" |
| 1994      | Nyhetsmorgon                                  | Ele próprio                                                                 | Episódio: "Filmen 'Mrs. Doubtfire' svensk premiär" |
| 1994      | In the Wild                                   | Ele próprio                                                                 | Episódio: "In the Wild: Dolphins with Robin Williams" |
| 1995      | Primer Plano                                  | Ele próprio                                                                 | |
| 1996      | American Masters                              | Ele próprio                                                                 | Episódio: "Take Two: Mike Nichols and Elaine May" |
| 1996      | Primer Plano                                  |                                                                             | |
| 1996      | HBO First Look                                | Ele próprio                                                                 | Episódio: "Fathers Day" |
| 1997      | Friends                                       | Tomas                                                                       | Episódio: "The One with the Ultimate Fighting Champion" |
| 1998      | Nyhetsmorgon                                  | Ele próprio/Sean Maguire                                                    | Episódio: "Filmen 'Good Will Hunting" |
| 1998      | Hollywood Squares                             | Ele próprio                                                                 | Convidado especial |
| 1998      | Noel's House Party                            | Ele próprio                                                                 | Episódio: #8.10 |
| 1999      | L.A. Doctors                                  | Hugo Kinsley                                                                | Episódio: "Just Duet" |
| 2000      | Whose Line Is It Anyway?                      | Ele próprio                                                                 | Episódio: #3.9 |
| 2002      | Comedy Central Canned Ham                     | Ele próprio                                                                 | Episódio: "Death to Smoochy" |
| 2002      | Leute heute                                   | Ele próprio                                                                 | |
| 2002      | Supermarket Sweep                             | Ele próprio                                                                 | |
| 2003      | Player$                                       | Ele próprio                                                                 | Episódios: "E3 03, Playa;" "Players Halloweenie Televizzie" |
| 2003      | Freedoom: A History of Us                     | Josiah Quincy/Ulysses S. Grant/Missouri Farmer/Wilbur Wright/Orville Wright | Episódios: "Wake Up America," "A War to End Slavery," "Liberty for All," and "Safe for Democracy" |
| 2003      | Life With Bonnie                              | Kevin Powalski                                                              | Episódios: "Psychic" |
| 2004      | This Hour Has 22 Minutes                      | Ele próprio                                                                 | |
| 2005      | Just For Laughs                               | Ele próprio                                                                 | |
| 2006      | Extreme Makeover: Home Edition                | Ele próprio                                                                 | |
| 2006      | Mind of Mencia                                | Ele próprio                                                                 | Episódio: "That's F**king Historical" |
| 2006      | Getaway                                       | Ele próprio                                                                 | Episódio: #15.15 |
| 2008      | American Idol: The Search for a New Superstar | Ivan "Bob" Poppanoff the "Russian Idol"/Ele próprio                         | Episódios: "Idol Gives Back" and "Live Results Show: One Contestant Eliminated" |
| 2008      | Law & Order: Special Victims Unit             | Merrit Rook                                                                 | Episódio: Temporada 9ª Episódio 17º "Authority" Indicado — Prêmio Emmy do Primetime de ator convidado de destaque - série dramática                                                                            |
| 2009      | SpongeBob SquarePants                         | Ele próprio                                                                 | Episódio: "Truth or Square" |
| 2009      | TV Land Moguls                                | Ele próprio                                                                 | Episódio: "The 80s" |
| 2010      | Alan Carr Chatty Man                          | Ele próprio                                                                 | |
| 2010      | Pentagon Channel                              | Ele próprio                                                                 | "Promotional Advertisement for the Pentagon Channel" |
| 2013–2014 | The Crazy Ones                                | Simon Roberts                                                               | |

## Discografia
Williams canta uma versão de "Come Together" com Bobby McFerrin no álbum In My Life, um álbum-tributo aos Beatles produzido por George Martin. Também cantou "A Mi Manera (My Way)", na trilha sonora de Happy Feet, e, para a trilha oficial do filme Aladdin, de 1992, cantou "Friend Like Me" e "Prince Ali". Na trilha sonora do filme Mrs. Doubtfire, de 1993, cantou um fragmento do "Largo al factotum", trecho da ópera O Barbeiro de Sevilha, de Gioachino Rossini.
Também apareceu no videoclipe do hit "Don't Worry, Be Happy", de Bobby McFerrin.
- Reality...What a Concept (1979)
- Throbbing Python of Love (1983)
- A Night at the Met (1986)
- Pecos Bill (1988)
- Live 2002 (2002)
- Weapons of Self-Destruction (2010)